# Schönleinsplatz (Bamberg)
Der Schönleinsplatz, vormals Schießhausplatz/-garten, in Bamberg zählt zu den aufwendigsten gründerzeitlichen Stadtplätzen des späten 19. Jahrhunderts in Deutschland. Seine maßgebliche Ausgestaltung mit Fontaine, Denkmal und umfangreichen Blumenpflanzungen machten ihn zum prächtigen Eingang in die Stadt am Ostrand der Inselstadt, wo die Willy-Lessing-Straße aus Richtung des Bahnhofs auf die Promenadestraße stößt. Der Platz dient zur Erschließung einer Stadterweiterung, die ab den 1880er-Jahren nach der Regnitzkanalisierung entstand. In Richtung des Wilhelmsplatzes führt die Friedrichstraße nach Osten. Nach Süden führen die Schützen- und die Hainstraße. Seinen heutigen Namen nach dem Arzt Johann Lukas Schönlein (1793–1864) erhielt der Platz erst 1874 nach der Enthüllung der Büste, die der Wiener Bildhauer Caspar von Zumbusch gefertigt hat.

## Geschichte

### Vorgeschichte
Der Platz liegt außerhalb der alten Stadtbefestigung am Beginn der Langen Straße, die in Richtung des Alten Rathauses in die Altstadt hineinführt. An der heutigen Einmündung der Langen Straße (früher Lange Gaß oder Langgass) befand sich bis 1805 das Langgasser Tor, auch einfach Langes Tor oder Langtor genannt. Der Torturm diente als repräsentatives Haupttor der Stadt, Zollhaus und Gefängnis. Hier begannen neugewählte Fürstbischöfe das Einreiten in die Stadt, über die Obere Brücke in die Burg.
Auf dem westlichen Teil des Platzes stand früher die sogenannte Langgaßkaserne, die unter Fürstbischof Lothar Franz von Schönborn 1700–07 von Leonhard Dientzenhofer errichtet wurde. An der Stelle der Baulücke an der Friedrichstraße (heute Parkplatz) befand sich vormals die sogenannte Salzlecke.
Da der Platz vor dem Langgasser Tor bis in die zweite Hälfte des 19. Jahrhunderts noch zum Überschwemmungsgebiet gehörte, gab es dort nur einfache Gebäude, Hütten und Gewerbebetriebe. Für Schützenhäuser war ein solcher Standort vor den Mauern der Stadt ab dem Spätmittelalter durchaus üblich. Später siedelten sich im Gebiet rund um den Platz und den Hain zahlreiche Hopfendarren und Brauereien an, die bis in das 20. Jahrhundert hinein mit ihren Schornsteinen das Stadtbild prägten. Die Anlage der breiten Allee an der Sophienstraße wurde zu einem Ausgangspunkt für die Umgestaltung des Platzes.

### Das Schönleinsdenkmal und seine Enthüllungsfeier (1864–73)

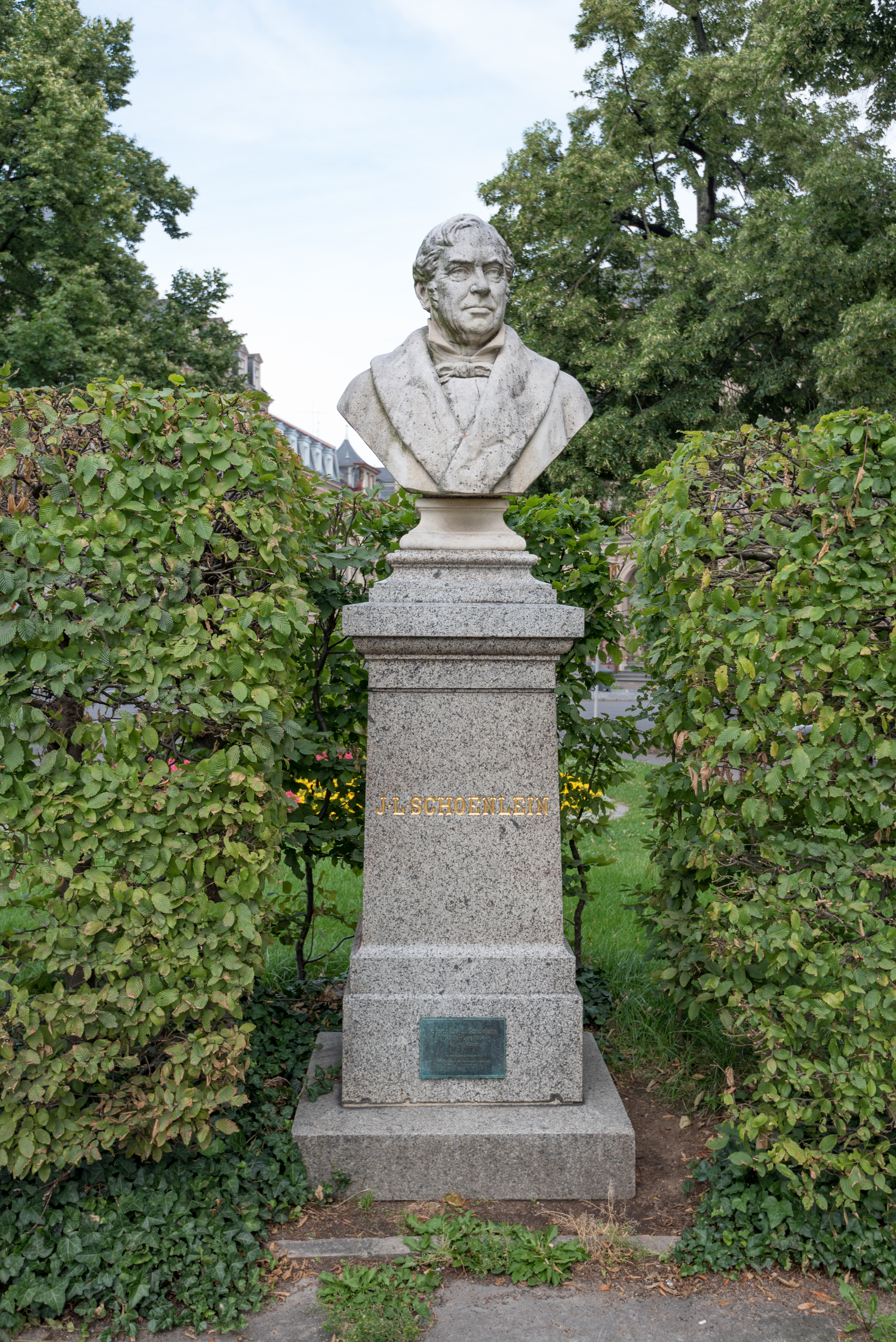
Schönleinsdenkmal auf dem Schönleinsplatz

Nach dem Tod des königlich preußischen Medizinalrates Johann Lukas Schönlein im Jahr 1864 bildete sich spontan ein Comité zur Errichtung eines Denkmals. Die beschränkten finanziellen Mittel führten dazu, dass von der Errichtung eines aufwändigen Erzstandbildes abgesehen wurde. Schließlich entschloss man sich, eine monumentale Büste aus Carrara-Marmor zu errichten, die Caspar von Zumbusch nach Bamberg schickte. Da die Büste auf dem weitläufigen Platz leicht übersehen werden konnte, errichtete man sie auf einem kleinen Hügel. Der Vorstand der Schützengesellschaft Griesbeck schrieb damals an die kommunalen Baubeamten Pastor und Herd: „Den Magistrat der k. Stadt Bamberg ersucht die Schützengesellschaft ganz ergebenst, geneigtest erwägen zu wollen, ob der Hügel der städtischen Anlagen um das Schönleins-Monument nicht abzutragen wäre und glaube diesen Antrag damit motivieren zu können, daß dadurch der Neubau der Schützengesellschaft sich besser vom Boden abheben würde und damit auch eine Verschönerung des schönsten Platzes der Stadt bewirkt würde.“
Am 30. November 1873, dem hundertsten Geburtstag Schönleins, versammelten sich die kommunalen Honoratioren, Vereinsvertreter und auswärtige Gäste zur „Erinnerungsfeier“ vor dem bescheidenen Geburtshaus Schönleins an der Oberen Königstraße (Theuerstadt) und zogen in Richtung Schönleinsplatz, wo die Enthüllung der Denkmalsbüste von den lokalen Gesangsvereinen und Reden des Bürgermeisters sowie anderer Honoratioren vollzogen wurde. Anschließend trafen sich die hohen Gäste im Hotel Bamberger Hof zum Festessen. Am Abend wurde bei einer Festvorstellung der Nürnberger Operngesellschaft im Theater am Schillerplatz die Oper Die Hugenotten von Giacomo Meyerbeer gegeben.

### Die gründerzeitliche Umgestaltung bis zum Ersten Weltkrieg
Im Jahr 1877 gab Stadtrat Herd den Auftrag an Kunstgärtner Daniel Mayer, den Bereich vor dem Schützenhaus umzugestalten. Zehn Jahre darauf setzte er zur Hebung des Fremdenverkehrs und zur Freude der Bamberger einen Springbrunnen durch. Dem ersten Masterplan von 1890 zufolge wurde auf dem Schönleinsplatz an der Achse Hainstraße/Sophienstraße eine Fontaine eingerichtet. Diese wurde ab 1914 auch bunt beleuchtet und vom eben erst eingerichteten Elektrizitätswerk mit Strom beliefert.
Ab 1905 war der Schönleinsplatz auch wichtiger Verteiler für den Trambahnverkehr. Von den zahlreichen gartenkünstlerischen Projekten ist insbesondere das des Kunstgärtners Peter Cromm aus dem Jahre 1894 zu nennen. Kurz nach der Fertigstellung des Hotels Bellevue (1897/98) kam es zu Beschwerden über erhebliche Ruß- und Rauchbelästigung durch das Hotel. Im Frühjahr 1916 kam es zu Beschwerden bezüglich der Ordnung am Schönleinsplatz: „In heutiger Magistrats - Sitzung wurde lebhafte Klage geführt, daß der Schönleinslplatz als Kinderspielplatz benützt wird, daß dort Kinder den ganzen Tag über die Bänke belegen, sodass Erwachsene die Bänke nicht benützen können, daß fernerhin die Kinder nicht nur den dort befindlichen Sand und Boden aufwühlen, sondern auch das Becken des Springbrunnens und die dort angebrachten elektrischen Lämpchen beschädigen. Es wurde angeregt, an den Bänken Täfelchen mit der Aufschrift „Nur für Erwachsene“ anbringen zu lassen.“

### Projekte und Umgestaltungen seit den 1920er-Jahren
Schon vor dem Ersten Weltkrieg war das Schützenhaus zum mondänen Fest- und Caféhaus aufgestiegen, in dem neben gekrönten Häuptern auch Künstler wie der Dirigent Arturo Toscanini verkehrten. Schützenhaus-Casino und Bamberger Hof machten den Schönleinsplatz zur ersten Adresse der Stadt. Die aufwändige Gestaltung mit Blumenbosquets und Diagonalwegen wurde schrittweise immer weiter vereinfacht. Schon 1914 hatte der Baumeister Herman Sörgel, der später als Architekturtheoretiker am Bauhaus tätig war, ein Projekt für einen Museumsneubau im Bereich der Salzlecke mit Brückentrakt über die Friedrichstraße vorgelegt. In den 1920er-Jahren unterbreiteten der Stadtbaumeister Theodor Fischer aus München und Paul Schultze-Naumburg weitere Vorschläge.
Diverse kommunale Stellen kümmerten sich kontinuierlich um das äußere Erscheinungsbild der Platzanlage; so schrieb die Garten- und Friedhofsverwaltung am 21. März 1929 an den Magistrat: „Die Grünanlagen des Schönleinsplatzes befinden sich in einem Zustand, der absolut nicht mehr der Zeit entspricht und das Ansehen der Stadt schädigt. Die Hecken sind überständig und müßten erneuert werden. Die ganze Bepflanzung des Platzes muß auf alle, die auch einmal in eine andere Stadt kommen, einen peinlichen und beschämenden Eindruck machen.“ 1931 wurde die Platzoberfläche daher stark vereinfacht und große Rasenflächen geschaffen, die in groben Zügen bereits dem heutigen Zustand entsprachen. 1933 errichtete man zwischen den Einmündungen der Promenadestraße (vormals Straße am Zwinger) und der Willy-Lessing-Straße (damals noch Sophienstraße) einen geschwungenen Glaspavillon als Omnibuswartehalle. Am 3. Januar war im Fränkischen Kurier zu lesen: „Endlich hat er eine ziemlich durchgreifende Umänderung erfahren, der vielbesprochene und vielumstrittene Schönleinsplatz, den manche zwar für den schönsten Platz, andere aber – mit weit größerem Recht – für eine ganz unglückliche Geburt im Stadtbild des „schönen Bamberg“ erklären.“

### Heutige Situation
Der heutige Schönleinsplatz lässt von der Gestaltung mit aufwendigen Blumenanlagen fast nichts mehr erkennen. Der Platz mit seiner vielbefahrenen Kreuzung fungiert in erster Linie als Verkehrsverteiler. Da das Schützenhaus – einstmals das prächtigste gründerzeitliche Gebäude der Stadt – in der Mitte der 1950er-Jahre abgerissen und durch ein wesentlich massiveres Sparkassengebäude ersetzt wurde, hat der Platz seine ausgewogenen Proportionen verloren und dient nicht mehr als Ort für die Promenade. Die temporäre Aufstellung von Fahnen und Werbetafeln beeinträchtigt die Wahrnehmung der Platzsituation heute zusätzlich.

## Platzrandbebauung
- Das neue Schützenhaus, von Gustav Haeberle 1892/93 errichtet, war ein prächtiger historistischer Bau mit überhöhtem Mittelteil und prunkvoll ausgestatteten Veranstaltungsräumen, die unter anderem für Militärbälle und Tagungen genutzt wurden. Während des Ersten Weltkrieges dienten die Räumlichkeiten als Lazarett. Bis zum Zweiten Weltkrieg befand sich dort ein nobles Caféhaus, auch Schützenhaus-Casino genannt. Nach dem Krieg diente das Gebäude als Casino für die US-Army, die auf dem Schönleinsplatz Paraden abhielt. Der Vorgängerbau stand direkt an der Einmündung der Hainstraße und ist auf alten Ansichten von 1892/93 neben dem Rohbau des neuen Schützenhauses zu sehen. Kurz darauf wurde der schlichte Altbau abgerissen. Auf diese Weise konnte ein Provisorium vermieden werden. Im Jahre 1955 wurde der Haeberlebau abgerissen und durch einen schlichten Sparkassenbau ersetzt, der bereits wenige Jahrzehnte später umgebaut und aufgestockt wurde.
- Hotel Bellevue bzw. Bamberger Hof am Schönleinsplatz 4 von Jakob Maier (1896)
- Bayerische Staatsbank bzw. Filialbank von Conradin Walther (1894/95)
- Neubarockes Mietshaus Schönleinsplatz 2 von Gustav Haeberle (1896)